# 유개명
동평왕 유개명(東平王 劉開明, ? ~ 6년)은 전한의 제후국 동평나라의 왕이다.

## 사적
원시 원년(1년), 동평왕에 봉해졌으나 5년 후 죽었다. 후사가 없어 조카 유광이 뒤를 이었다.

## 출전
- 반고, 《한서》 권15 왕자후표

| 전임 (4년 또는 5년 전) 아버지 동평양왕 유운 | 제3대 전한의 동평왕 1년 2월 병진일 ~ 6년 | 후임 조카 유광 |